# Kraljak
Kraljak je nenaseljeni otočić u hrvatskom dijelu Jadranskog mora.
Njegova površina iznosi 0,058 km². Dužina obalne crte iznosi 0,95 km.